# Ilegal (álbum)
Ilegal é o álbum de estreia da banda brasileira Tihuana, lançado em 2000 pelo selo Virgin. O álbum mistura hip hop, reggae, rock e ritmos latinos, guitarras pesadas e letras adolescentes. Há versões de "Nude Beach" dos Scofflaws ("Praia Nudista"), "¿Qué Ves?" dos Divididos ("Que Ves?"), "Clandestino", de Manu Chao e "Doin' Time" do Sublime ("Summertime").
O álbum vendeu 150 mil cópias, proporcionando o primeiro disco de ouro para a banda. Ilegal foi produzido pelos renomados produtores Rick Bonadio e Rodrigo Castanho e contou com a participação dos músicos Beto (da banda Espaciais do Reggae) nos vocais de "Eu Vi Gnomos" e Sérgio Sofiatti (da banda SKUBA) nos vocais de "Praia Nudista", bem como um grupo de músicos que tocaram metais.
Em 2024, a banda Tihuana anunciou a turnê Tihuana 25 Anos, em comemoração aos vinte e cinco anos do lançamento de Ilegal, realizando diversas apresentações por todo o território nacional performando todas as faixas do álbum em adição a outras faixas de êxito dos álbuns seguintes.

## Faixas
Todas as faixas escritas e compostas por Egypcio, Léo, PG, Baía e Román, exceto onde indicado. 
| N.º | Título                       | Compositor(es)                                                                         | Duração |  |
| 1.  | "Praia Nudista (Nude Beach)" | Brian O'Sullivan / versão por Egypcio, Léo, PG, Baía, Román                            | 3:36    |  |
| 2.  | "Pula!"                      | Egypcio, Léo, PG, Baía, Román, Renato Rodrigues Araújo                                 | 3:02    |  |
| 3.  | "Taca Fogo"                  |                                                                                        | 4:34    |  |
| 4.  | "Que Ves? (¿Qué Ves?)"       | Diego Arnedo, Federico Gil Sola, Ricardo Mollo / versão: Egypcio, Léo, Baía, PG, Román | 3:26    |  |
| 5.  | "Te Gusta Tihuana?"          |                                                                                        | 3:39    |  |
| 6.  | "Ilegal"                     |                                                                                        | 1:19    |  |
| 7.  | "Tropa de Elite"             | Egypcio, Léo, PG, Baía, Román, R. R. Araújo                                            | 3:15    |  |
| 8.  | "Clandestino (Clandestino)"  | Jose Manuel Chao / versão por Román                                                    | 3:20    |  |
| 9.  | "Summertime"                 | Ira Gershwin, Dorothy Heyward, Bob Baldwin, Tynia Canada                               | 4:15    |  |
| 10. | "R.T."                       |                                                                                        | 0:41    |  |
| 11. | "É Guaraná!"                 |                                                                                        | 2:39    |  |
| 12. | "Eu Vi Gnomos"               | Guilherme Kasper, Anfíbio                                                              | 4:07    |  |

## Créditos

### Tihuana
- Egypcio: vocal
- Román: baixo, agogô e vocal
- Léo: guitarra, bandolim e violão
- Baía: percussão, sampler e vocal
- P.G.: bateria e vocal

### Músicos convidados[8]
- Beto (Espaciais do Reggae): vocal em "Eu Vi Gnomos"
- Demétrio Bezerra: trombone
- Lino Ferrari: trompete
- Léo Gandelman: saxofone
- Bocato: sax alto
- Sérgio Sofiatti (SKUBA): vocal em "Praia Nudista"

| Produção - Rick Bonadio – guitarra adicional, teclados e programações, produção, mixagem, direção artística - Rodrigo Castanho – produção, masterização, pré produção - Lampadinha – gravação - Paulo Anhaia – gravação, ProTools - Guilherme – gravação, mixagem: vinhetas - Nilton Baloni, Ivan Dizioli e Sérgio Panda – auxiliares de gravação - Tihuana – arranjos, pré produção - Barthou – técnico: Studio Projeto - Ronaldo, Dani e Márcio – técnicos: Studio Altenose - Sérgio Panda, Guilherme e Ivan – técnicos: Studio Midas Design - Moira – fotos - Anselmo Gomes, Ivan Dizioli – design gráfico - Christián Laurito – logo: Tihuana |